# 나가누마 겐
나가누마 겐(일본어: 長沼 健, 1930년 9월 5일 ~ 2008년 6월 2일)은 일본의 전 축구인으로 일본 축구 협회의 전 회장을 지냈으며 히로시마시 출신으로 14세 때 히로시마의 원자 폭탄 투하 당시 피해를 입었다.

## 선수 경력
1955년부터 1967년까지 후루카와 전기에서 공격수로 활동했으며, 1956년 하계 올림픽 당시 국가대표팀의 일원으로 참가하기도 했다. 또한 1954년부터 1961년까지 일본 축구 국가대표팀으로 활약했으며 1954년 3월 7일 열린 대한민국과의 첫 한일전이자 1954년 FIFA 월드컵 아시아 지역 예선 1차전에서 득점을 기록하기도 했다. 그리고 1958년부터 1961년까지 팀의 선수 겸 코치를 맡았으며, 일왕배 전일본 축구 선수권 대회 2연패(1960년, 1961년) 및 1961년 전일본 실업 축구 선수권 대회 우승, 전국 도시 대항 축구 선수권 대회 우승 등에 크게 공헌하였다.

## 지도자 경력
이후 1962년부터 일본 축구 국가대표팀 감독 자리에 올라 1964년 하계 올림픽 당시 국가대표팀을 지도했으며, 1967년 선수 생활을 은퇴한 이후에도 계속 국가대표팀 감독직에 있으면서 1968년 하계 올림픽에서 팀이 동메달을 차지하는 데 크게 기여하였다. 또한 1965년 일본 사커 리그의 출범에 관여했으며, 1966년 독일에 머물던 중 아디다스에 국가대표팀의 축구용품 지원을 요청하면서 아디다스가 일본 축구 협회를 후원하게 되는 초석을 닦기도 했다.
그 뒤 1970년 오카노 슌이치로에게 국가대표팀 감독을 넘겨주고 물러났다가 1972년 다시 국가대표팀 감독에 복귀했으며, 이 때 일본 축구 협회의 기술위원장을 겸임하였다. 이후 1974년 일본 축구 협회의 이사로 승진했으며, 1976년까지 역대 최장기간인 11년 동안 국가대표팀 감독을 맡았다가 그 해 일본 축구 협회의 전무 이사에 임명되어 니노미야 히로시에게 국가대표팀 감독을 물려주고 본격적으로 행정가의 길을 걸었다.

## 행정가 결력
이후 일본 축구 협회의 실질적인 1인자로 활동하면서 일본 축구 협회의 조직 개편 및 재정 확보에 기여했으며, 1980년 기린 맥주가 일본 축구 협회를 후원하도록 설득해 기린컵의 창설에 공헌했다. 또한 인터콘티넨털컵의 일본 개최와 일본 풋살 연맹의 출범 등을 이끌어내는 등 행정가로서 탁월한 수완을 보였다.
그 뒤 1987년 일본 축구 협회의 부회장에 올랐으며, 1993년 J리그의 출범에 기여하였다. 이후 1994년 일본 축구 협회의 회장을 맡았으며, 오카다 다케시를 국가대표팀의 감독으로 임명해 국가대표팀이 1998년 FIFA 월드컵 본선 진출을 확정지어 사상 첫 FIFA 월드컵 출전을 이루어낸 것과 1996년 당시 논의되었던 2002년 FIFA 월드컵의 공동개최를 성사시켜 대한민국과 함께 아시아 국가로서는 처음으로 FIFA 월드컵 개최를 하게 된 것 등에 공헌하였다. 그 뒤 1998년 일본 축구 협회의 회장에서 물러나 명예회장이 되었으며, 2002년 1선에서 물러난 뒤 일본 축구 협회의 고문으로 활동하였다.
이후 2007년 폐렴으로 투병 생활을 하다가 2008년 6월 2일 사망했다.

## 통계
| 일본 | 일본 | 일본 |
| 연도 | 출전 | 득점 |
| ---- | ---- | ---- |
| 1954 | 2    | 1    |
| 1955 | 0    | 0    |
| 1956 | 0    | 0    |
| 1957 | 0    | 0    |
| 1958 | 1    | 0    |
| 1959 | 0    | 0    |
| 1960 | 0    | 0    |
| 1961 | 1    | 0    |
| 통산 | 4    | 1    |